# Johann Mutter
Johann Mutter (* 7. März 1902 in Geretshausen; † 27. Oktober 1974 in Landsberg am Lech) war ein deutscher expressionistischer Maler und Fotograf, der sich mit seiner Malerei ganz der Landschaft zwischen Lech und Ammersee verschrieben hatte. Insbesondere die Lechlandschaften zeugen von der Natur- und Heimatverbundenheit des Landsberger Malers.

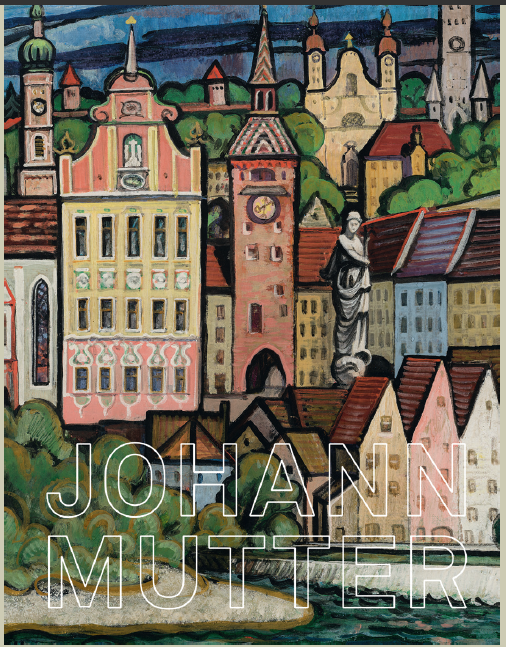
Mutterbuch

## Leben
Johann Mutter studierte an der Kunstakademie München bei Hermann Groeber und Karl Caspar und erhielt 1934 den mit 1000 Reichsmark dotierten Albrecht-Dürer-Preis der Stadt Nürnberg. Er malte expressionistisch in einer ähnlichen malerischen Auffassung wie Max Beckmann. Mutters bevorzugtes Sujet ist die Flusslandschaft am Lech.
Er soll das in der NS-Zeit gebräuchliche Landsberger Stadtwappen entworfen haben. Im Jahr 1938 wurden vom Stadtrat der Stadt Landsberg 1500 Radierungen bei Johann Mutter bestellt, die den Teilnehmern des Bekenntnismarsches ausgehändigt werden sollten. Der von Johann Mutter gestaltete Sonderstempel der Reichspost und seine Radierung anlässlich des Bekenntnismarsches der Hitlerjugend nach Landsberg sollte als Werbeträger für die Stadt dienen.
Johann Mutter wurde in der NS-Zeit schnell als entarteter Künstler eingestuft. Bei einer Ausstellung seiner Bilder im Rathaus hat ein Gauleiter seine Bilder kritisiert, worauf hin er sich lautstark wehrte. Als Konsequenz daraus zog sich Mutter bis zum Ende des Zweiten Weltkrieges aus der bildenden Kunst vorläufig zurück und wandte sich der Fotografie zu. Während des Krieges fotografierte er durch den Krieg bedrohte Kunstwerke im Landkreis Landsberg am Lech und die vor dem Einmarsch der Amerikaner gesprengte Katharinenbrücke. Im Beisein eines Nachbarskindes – um unauffälliger zu wirken und nicht ertappt zu werden – machte er Ende April 1945 von der Stadtmauer beim Jungfernsprungturm aus Fotos von einem Häftlings- und Gefangenenmarsch. Diese Fotos wurden durch Anton Posset 1993 erneut entdeckt und publiziert. Auf der Basis der Bilder und dem Vorschlag von Anton Posset befindet sich an dieser Stelle seit 1996 das Todesmarschdenkmal, gestaltet vom Landsberger Künstler Heinz Skudlik, der Stadt Landsberg.
1947 organisierte er eine Ausstellung mit unter der NS-Zeit verfemter graphischer Kunst des 20. Jahrhunderts mit Ernst Barlach, Max Beckmann, Otto Dix, Oskar Kokoschka, Paul Klee, Emil Nolde u. a. im Rathaus von Landsberg am Lech. Nach dem Krieg machte er Lech-Landschaftsaufnahmen für die städtischen Werke und gab eine Mappe mit neu entwickelten historischen Fotografien von Landsberg heraus.
Heute sind noch Wandmalereien von Johann Mutter in Landsberg sichtbar. Hierzu gehört eine Marktszene am Pfannenstielhaus an der Alten Bergstraße, als auch einen Lechflößer in ortsüblicher Tracht auf einem Erker am „Lechhaus“, am Altbau der Stadtverwaltung in der Katharinenstraße, in unmittelbarer Nachbarschaft der nach ihm benannten Johann-Mutter-Straße. Weitere Auftragsarbeiten, die Johann Mutter für die Stadt ausführte, sind die farbige Neufassung der Kreuzigungsfiguren am Bayertor 1949 sowie die Erneuerung der Fassadenmalerei an der Klosterkirche 1955.
Mutter verstarb 1974 in Landsberg.